# Dustin Lynch
Dustin Charles Lynch (Tullahoma, Tennessee, 14 mei 1985) is een Amerikaanse countryzanger en singer-songwriter. Lynch heeft zes albums en één ep uitgebracht: een titelloos album in 2012, Where It's At in 2014, Current Mood in 2017, Tullahoma in 2020, Blue in the Sky in 2022 en Killed the Cowboy in 2023.

## Discografie

### Albums
Tussen haakjes totaal aantal weken in de lijst / * nog in de lijst
| Titel             | Jaar       | Charts           | Charts          | VS Billboard Charts | VS Billboard Charts | Opmerkingen |
| Titel             | Jaar       | NL Album Top 100 | VL Ultratop 200 | Billboard 200       | Top Country Albums  | Opmerkingen |
| ----------------- | ---------- | ---------------- | --------------- | ------------------- | ------------------- | ----------- |
| Dustin Lynch      | 21-08-2012 | -                | -               | 13 (13wk)           | 1 (1wk) (59wk)      | -           |
| Where It's At     | 14-09-2014 | -                | -               | 8 (14wk)            | 2 (50wk)            | -           |
| Current Mood      | 08-09-2017 | -                | -               | 7 (25wk)            | 2 (55wk)            | -           |
| Tullahoma         | 17-01-2020 | -                | -               | 38 (7wk)            | 4 (54wk)            | -           |
| Blue in the Sky   | 04-03-2022 | -                | -               | 125 (1wk)           | 9 (14wk)            | -           |
| Killed the Cowboy | 25-09-2023 | -                | -               | -                   | 47 (1wk)            | -           |

### Ep's
Tussen haakjes totaal aantal weken in de lijst / * nog in de lijst
| Titel        | Jaar       | Charts           | Charts          | VS Billboard Charts | VS Billboard Charts | Opmerkingen |
| Titel        | Jaar       | NL Album Top 100 | VL Ultratop 200 | Billboard 200       | Top Country Albums  | Opmerkingen |
| ------------ | ---------- | ---------------- | --------------- | ------------------- | ------------------- | ----------- |
| Ridin' Roads | 09-03-2019 | -                | -               | -                   | -                   | -           |